# Bhútánská vlajka

Bhútánská vlajka
Poměr stran: 2:3

Vlajka Bhútánu je tvořena listem o poměru stran 2:3 diagonálně děleným od dolního rohu k hornímu cípu. Horní trojúhelníkové pole je žluté, dolní je oranžové. Uprostřed vlajky je umístěn bílý drak hledící k vlajícímu okraji, a jehož osa těla je rovnoběžná s diagonálou.
Tato vlajka je s mírnými úpravami užívána již od 19. století. Současná podoba pochází z roku 1969.
Drak vyobrazený na vlajce je označován jako Druk a reprezentuje název země v místním tibetském jazyce – Země draka. Drak drží v pařátech klenoty jako symbol bohatství. Žlutá barva symbolizuje monarchii, oranžová je barva buddhismu.
Bhútánská vlajka jako jedna z mála na světě používá oranžovou barvu a je jedna ze dvou vlajek na světě (spolu s velšskou vlajkou), která vyobrazuje draka. Wales je však země Spojeného království Velké Británie a Severního Irska s omezenou autonomií.

## Galerie

Varianta bhútánské vlajky Poměr stran: 2:3
Bhútánská vlajka (1949–1956) Poměr stran: 4:5
Bhútánská vlajka (1956–1969) Poměr stran: 4:5